# Koke (album iz 2003)
Koke (poznat i kao Glumica) peti je studijski album Koketa. Izdat je 2003. godine. Izdavačka kuća je Grand produkcija. Prateće vokale, između ostalih, pevala je Amila Glamočak.

## Pesme
1. Nema vremena
2. Glumica
3. Nije po tvome
4. Plavi snijeg
5. Sestra
6. Ako me poželiš
7. Sudbina
8. Ličiš na nju
9. Trebaš mi
10. Prijateljica

## Spoljašnje veze
- Koke (master) na sajtu  (jezik: engleski)